# Oriente es Oriente
Oriente es Oriente (en inglés, East is East) es una película dirigida por Damien O'Donnell del año 1999, galardonada con el BAFTA a la mejor película británica.
George Khan (sus hijos le han puesto el apodo de "Gengis") es un orgulloso paquistaní y propietario de una freiduría de pescado y patatas (una típicamente británica fish and chips) y gobierna a su familia con mano de hierro. Cree que está criando a su siete hijos para que sean unos paquistaníes respetables, pero están en Saldford, norte de Inglaterra, en 1971. Ella, la esposa inglesa de George, a pesar de que ama e intenta honrar a su marido, también desea que sus hijos sean felices. Éstos, que se resisten a caer en la trampa de unos matrimonios concertados, sólo aspiran a ser ciudadanos de un mundo moderno. Cinco hermanos, entre ellos, una chica a la que le gustaría ser jugadora de fútbol y no hace más que martirizar al pequeño, un niño de 12 años que siempre lleva una parka con capucha y al que el padre está empeñado en que le hagan la circuncisión. Otro hermano es el donjuán del barrio; otro va para mulá, no hace más que recitar el Corán y entre ellos está el hermano medido. Faltará el que se escapa de la boda al principio de la película y que el padre repudia. La madre es inglesa y se encuentra siempre en medio de los conflictos del padre y sus hijos. Un buen día el padre acepta que dos de sus hijos se casen con las dos hijas de un pakistaní de pura cepa. El problema es que ellas son muy feas...
Ver más en: https://www.20minutos.es/cine/cartelera/pelicula/1388/oriente-es-oriente/
- Datos: Q1278073